# 刘艳 (1970年)
刘艳（1970年3月—），台湾彰化人，汉族，台湾民主自治同盟盟员。中华人民共和国政治人物、第十三届全国人民代表大会上海市代表。

## 生平
2018年，刘艳被选为上海市出席第十三届全国人民代表大会代表。